# Mount Bold Reservoir
Mount Bold Reservoir är en reservoar i Australien. Den ligger i delstaten South Australia, omkring 23 kilometer sydost om delstatshuvudstaden Adelaide. Arean är 3,1 kvadratkilometer. Den sträcker sig 1,4 kilometer i nord-sydlig riktning, och 3,3 kilometer i öst-västlig riktning.
I omgivningarna runt Mount Bold Reservoir växer huvudsakligen savannskog. Runt Mount Bold Reservoir är det ganska glesbefolkat, med 35 invånare per kvadratkilometer. Genomsnittlig årsnederbörd är 729 millimeter. Den regnigaste månaden är juni, med i genomsnitt 133 mm nederbörd, och den torraste är december, med 21 mm nederbörd.